# Omloop van het Waasland 2007
De 43e editie van de Belgische wielerwedstrijd Omloop van het Waasland vond plaats op 18 maart 2007.De start en finish vonden plaats in Kemzeke. De winnaar was Niko Eeckhout, gevolgd door Geert Omloop en Bobbie Traksel.

## Uitslag
| Omloop van het Waasland 2007 |                     |                                       |          |
| Plaats                       | Naam                | Ploeg                                 | Tijd     |
| Winnaar                      | Niko Eeckhout       | Chocolade Jacques-Topsport Vlaanderen | 4u50'10" |
| 2                            | Geert Omloop        | Jartazi Promo Fashion                 | z.t.     |
| 3                            | Bobbie Traksel      | Palmans Collstrop                     | z.t.     |
| 4                            | Dimitri De Fauw     | Chocolade Jacques-Topsport Vlaanderen | z.t.     |
| 5                            | Filip Meirhaeghe    | Landbouwkrediet - Tönissteiner        | z.t.     |
| 6                            | Thomas Berkhout     | Rabobank Continental Team             | z.t.     |
| 7                            | Jarno Van Mingeroet | Jartazi Promo Fashion                 | z.t.     |
| 8                            | Iljo Keisse         | Chocolade Jacques-Topsport Vlaanderen | z.t.     |
| 9                            | Kurt Hovelijnck     | Chocolade Jacques-Topsport Vlaanderen | z.t.     |
| 10                           | Kenny Dehaes        | Chocolade Jacques-Topsport Vlaanderen | z.t.     |

1965 · 1966 · 1967 · 1968 · 1969 · 1970 · 1971 · 1972 · 1973 · 1974 · 1975 · 1976 · 1977 · 1978 · 1979 · 1980 · 1981 · 1982 · 1983 · 1984 · 1985 · 1986 · 1987 · 1988 · 1989 · 1990 · 1991 · 1992 · 1993 · 1994 · 1995 · 1996 · 1997 · 1998 · 1999 · 2000 · 2001 · 2002 · 2003 · 2004 · 2005 · 2006 · 2007 · 2008 · 2009 · 2010 · 2011 · 2012 · 2013 · 2014 · 2015 · 2016 · 2017 · 2018 · 2019 · 2020 · 2021 · 2022 · 2023 · 2024